# Theodora Komnena
Theodora Komena (gestorven 2 januari 1184) was een dochter van Andronicus Komnenus en van Irena Aineidassa en was een nicht van keizer Manuel I van Byzantium. Zij trouwde in 1148 met hertog Hendrik II van Oostenrijk en werd de moeder van:
- Leopold V van Oostenrijk (1157-1194)
- hertog Hendrik van Mödling (-1223)
- Agnes (-1182), die in 1167 huwde met koning Stefanus III van Hongarije en in 1173 met hertog Herman van Karinthië.